# Polythore batesi
Polythore batesi – gatunek ważki z rodziny Polythoridae. Występuje na terenie Ameryki Południowej.